# Alksnėnai (przystanek kolejowy)
Alksnėnai – przystanek kolejowy w pobliżu miejscowości Stirnėnai i Alksnėnai, w rejonie wyłkowyskim, w okręgu mariampolskim, na Litwie. Położony jest na linii Kowno – Kibarty.

## Historia
Przystenek powstał przed II wojną światową. Nosił wówczas nazwę Smilgiai.